# Municipio de Krain
El municipio de Krain (en inglés: Krain Township) es un municipio ubicado en el condado de Stearns en el estado estadounidense de Minnesota. En el año 2010 tenía una población de 981 habitantes y una densidad poblacional de 8,59 personas por km².

## Geografía
El municipio de Krain se encuentra ubicado en las coordenadas 45°42′52″N 94°35′7″O / 45.71444, -94.58528. Según la Oficina del Censo de los Estados Unidos, el municipio tiene una superficie total de 114.16 km², de la cual 112,29 km² corresponden a tierra firme y (1,64 %) 1,87 km² es agua.

## Demografía
Según el censo de 2010, había 981 personas residiendo en el municipio de Krain. La densidad de población era de 8,59 hab./km². De los 981 habitantes, el municipio de Krain estaba compuesto por el 99,39 % blancos, el 0,1 % eran afroamericanos, el 0,1 % eran amerindios y el 0,41 % eran de una mezcla de razas. Del total de la población el 0,71 % eran hispanos o latinos de cualquier raza.